# Jinchuan, Ngawa
Jinchuan, också känt som Chuchen, är ett härad i Ngawa, en autonom prefektur för tibetaner och qiang-folket i Sichuan-provinsen i sydvästra Kina.